# Aviaarktika
L'Aviaarktika était une compagnie aérienne de l'Union soviétique spécialisée dans les vols en Arctique qui a commencé ses opérations le 1er septembre 1930 et a été absorbée par Aeroflot le 3 janvier 1960.

## Histoire

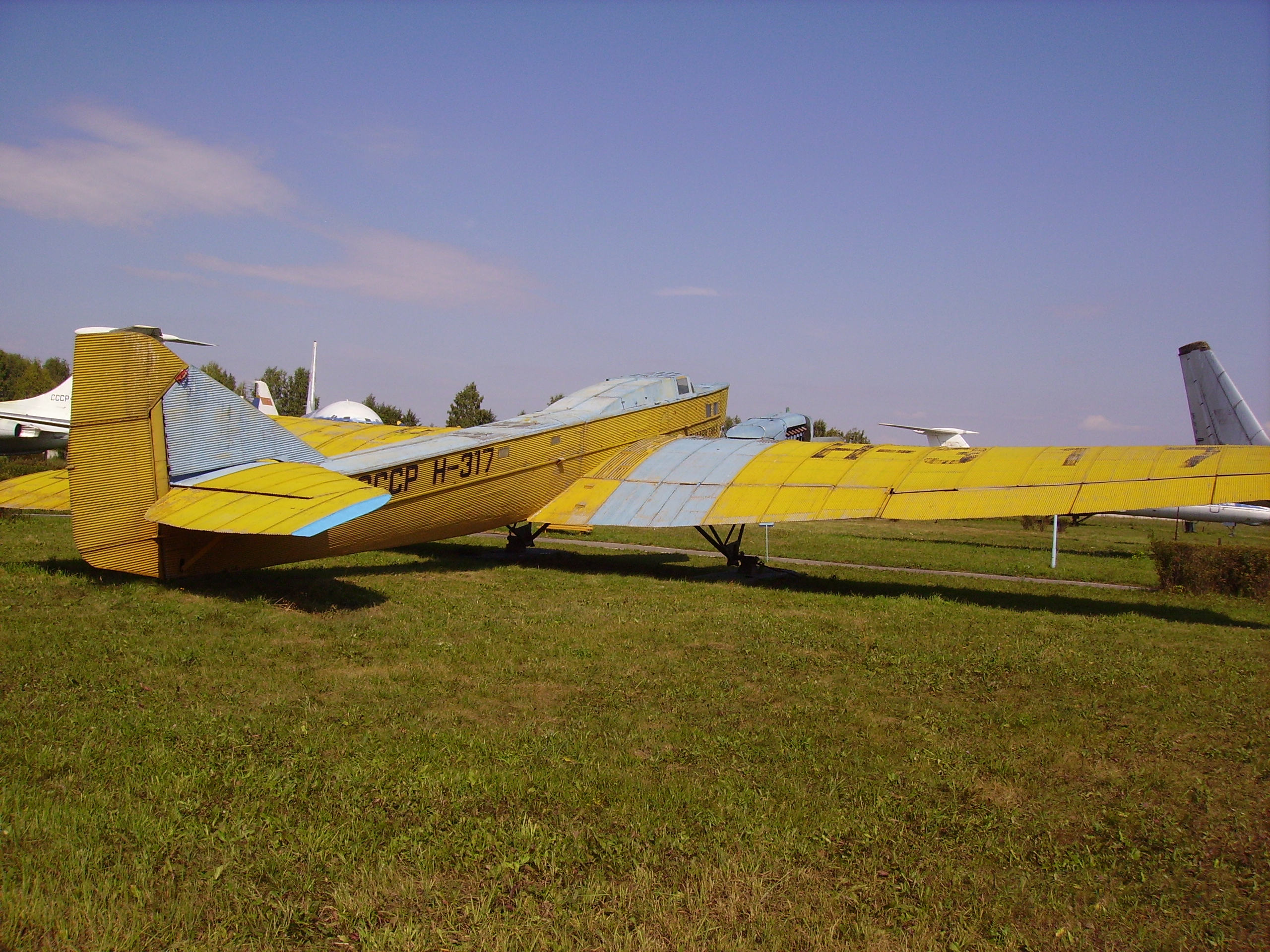
Tupolev ANT-4 de l'Aviaartika exposé au musée de l'aviation d'Oulianovsk

L'Aviaarktika faisait partie du Département d'Aviation Polaire de la Direction générale de la route maritime du Nord. Son premier chef est Mark Chévéliov. La compagnie était à l'origine basée à Krasnoïarsk puis déménage à Moscou en 1932.
L'Aviarktika a établi des routes le long des rivières et des lacs de Sibérie et du nord de la Russie, sur le fleuve Ob avec une base à Omsk, sur les fleuves Irtych et Ienisseï, avec une base à Krasnoïarsk, sur l'Angara près du lac Baïkal à Irkoutsk et à Iakoutsk sur la Léna.
Initialement, l'Aviaarktika était composée d'un hydravion Junkers F 13 et de six hydravions Dornier Do J. En 1933, elle compte 42 avions dont des Tupolev ANT-4 et ANT-6.
Un Tupolev ANT-4, CCCP-H317 de la compagnie est exposé au musée de l'aviation d'Oulianovsk à l'aéroport d'Oulianovsk Baratayevka (centre) (UWLL). Il est le seul exemple survivant de l'ANT-4. CCCP-H317 s'est écrasé dans la toundra sibérienne en 1944 et a été récupéré 39 ans plus tard puis restauré pour être exposé au musée.